# Siddharta
Siddharta (Сиддхарта) — словенская рок-группа, основанная в 1995 году. Названа в честь популярного романа немецкого писателя Германа Гессе «Сиддхартха».

## История
Siddharta была образована в 1995 году, когда четверо друзей — Томи Меглич (Tomi Meglič), Примож Бенко (Primož Benko), Примож Маерич (Primož Majerič), Боштян Меглич (Boštjan Meglič) — собрались вместе и назвали свою группу в честь известного романа Германа Гессе, «потому что им понравилось, как это звучит».
Впервые песни Siddharta были исполнены 17 марта 1995 года. Этот концерт посетило 40 человек из их средней школы. Вскоре они начали развивать своё звучание и обогатили его игрой на саксофоне. Цене Ресник (Cene Resnik) присоединился к группе, которая на тот момент в основном играла в клубах. В конце 1996 они исполнили 14 своих демо-песен в известном прогрессив-клубе в Любляне «K4».
В 1997 вместе с другими прогрессивными группами приняли участие в проекте Tivolski Pomp. Благодаря песне «Lunanai» их впервые показали на национальном телевидении.

## Состав

### Текущий состав
- Томи Меглич (Tomi Meglič) — гитара, вокал
- Примож Бенко (Primož Benko) — гитара
- Яни Хаце (Jani Hace) — бас-гитара
- Томаж Окроглич Роус (Tomaž Okroglič Rous) — клавишные, программирование
- Боштян Меглич (Boštjan Meglič) — ударные, перкуссия

### Бывшие участники группы
- Примож Маерич (Primož Majerič) — бас-гитара
- Цене Ресник (Cene Resnik) — саксофон, флейта, клавишные

## Дискография

### Альбомы
- ID (1999)
- Nord (2001)
- Rh- (2003)
- Petrolea (2006)
- Saga (2009)
- VI (2011)
- Infra(2015)
- Ultra(2015)

### Синглы и мини-альбомы
- Lunanai (2000)
- My Dice (2005)
- Rave (2005)
- Male Roke (2007)
- Vojna idej (2008)
- Napalm 3 (2009)
- Baroko (2009)
- Angel Diabolo (2009)

### Другие издания
- Silikon Delta (ремиксы, 2002)
- Rh- Bloodbag (лимитированное издание, 2003)
- Rh- (специальное издание CD + DVD, 2005)
- Rh- (английское издание, 2005)
- Marathon (live, 2007)
- Izštekani (акустика, 2007)